# Средства массовой информации Набережных Челнов
Средства массовой информации в Набережных Челнах представлены прессой, телевидением и радиовещанием.  По состоянию на 2013 год в городе зарегистрировано 64 средств массовой информации.

## Газеты
В настоящее время издаётся несколько газет (не считая рекламных):
- «Челнинские известия» — одно из старейших городских изданий. Выходит с декабря 1930 года. В разные годы газета носила название «Трактор», «Знамя коммунизма». В настоящее время 90% тиража газеты  распространяется по подписке. Газета является муниципальной и находится под контролем местной мэрии.[2].
- «Челны ЛТД» — первая частная городская газета, основана в ноябре 1993 года. Прекратила своё существование в мае 2017 года.
- «Вечерние Челны» — выпускалась с 7 ноября 1996 по декабрь 2020 года, являлась одним из самых популярных и авторитетных независимых городских изданий.
- «АвтоCity» — издается с 2001 года. Прекратило существование в 2016 году.
- «Вести КАМАЗа» — Информационный портал «Вести КАМАЗа». Бумажная версия газеты выходит с 1973 года[3].
- «Автопремьера»
- «Азатлык»
- «Бизнес-класс/Современность»

## Журналы
- «Майдан»
- «Фән һәм мәктәп» («Наука и школа»)
- «KAMAZ»
- «Телесемь»
- «Бизнес PRO»
- «Достояние республики»
- «Весь Мир Недвижимости»
- «Экспозиция-Строительство»
- «Экспозиция — Энергетика»
- «Экспозиция — Нефтьгаз»
- «Экспозиция — Бетон и сухие смеси»
- «Экспозиция — Машиностроение. Металлообработка. Сварка»
- «Экспозиция — Водоснабжение. Вентиляция. Отопление»
- «Компаньон»
- «PRO Дом»
- «Премиум pro»
- «Я согласна»
- «Свадебный буклет. Набережные Челны»
- «Прекрасные желания»
- «МВК. Меню в кармане»
- «ВЫБИРАЙ соблазны большого города. Набережные Челны»
- «RU-XXI»
- «Лидер Поволжья»

## Телеканалы
В Набережных Челнах можно принимать российские телевизионные каналы, республиканские каналы, все российские и международные каналы спутникового и кабельного телевидения. Помимо общероссийских в городе работают местные телеканалы «Чаллы-ТВ», «РЕН ТВ - Набережные Челны», «Эфир», «Кама ТВ». 
Полный список телеканалов:
- Первый канал (ОАО «Первый канал»)
- Россия 1 / ГТРК «Татарстан» (ФГУП ВГТРК)
- Матч ТВ (ФГУП ВГТРК)
- Россия К (ФГУП ВГТРК)
- ТНВ-Татарстан (ОАО "ТРК «Новый Век»)
- РЕН ТВ — Набережные Челны (ООО «ИнтерТелеком»)
- ТВ Центр / Челны-ТВ (ГУ ТРК «Чаллы-ТВ»)
- ТНТ / Эфир (ООО «Фортуна-ТВ»)
- Звезда / Кама ТВ (ГУ ТРК «Чаллы-ТВ»)
- НТВ (ОАО «ТК НТВ»)
- Пятый Канал (ООО «Бит ТВ»)

Через коллективную антенну:
- Матч ТВ (S12 ТВК) (ФГУП ВГТРК)
- СТС — Челны (ООО «ТВ-4»)
- Че! — Челны (ООО «ТВ-4»)
- Карусель (ЗАО «Карусель»)
- Домашний — Челны (ЗАО «Новый канал»)
- Россия 24 / ГТРК «Татарстан» (ФГУП ВГТРК)
- TV SALE (ООО «TV SALE»)

Услуги кабельного телевидения представляются компаниями Таттелеком, МТС, ЭР-Телеком, Телесет.

## Радиостанции
В городе работают следующие радиостанции:
| Частота, МГц | Название                               | RDS |
| ------------ | -------------------------------------- | --- |
| 66,23        | (Молчит) Брежнев FM                    | -   |
| 67,01        | (Молчит) Радио России / ГТРК Татарстан | -   |
| 67,79        | Радио Кунел                            | -   |
| 69,32        | (Молчит) Радио Маяк                    | -   |
| 87,5         | Татар радиосы (Татарское радио)        | +   |
| 87,9         | Радио Гордость                         | -   |
| 88,6         | Дорожное Радио                         | +   |
| 89,5         | Радио Монте-Карло                      | -   |
| 90,2         | Радио Тартип                           | +   |
| 90,6         | Радио Родных Дорог                     | -   |
| 91,1         | Вести FM                               | -   |
| 91,6         | Радио МИР                              | -   |
| 92,1         | Радио России / ГТРК Татарстан          | -   |
| 92,6         | Радио Кунел                            | -   |
| 94,0         | Радио Искатель                         | -   |
| 94,7         | Comedy Radio                           | -   |
| 95,9         | Наше Радио                             | +   |
| 96,7         | Детское Радио                          | -   |
| 97,1         | Радио Шансон                           | -   |
| 97,5         | Love Radio                             | -   |
| 98,7         | Радио Дача                             | +   |
| 99,4         | Радио Маяк                             | -   |
| 100,8        | DFM                                    | -   |
| 101,5        | Авторадио                              | +   |
| 101,9        | Европа Плюс                            | +   |
| 102,8        | (Молчит) Радио 7 на семи холмах        | -   |
| 103,2        | Юмор FM                                | +   |
| 103,6        | Русское радио                          | -   |
| 104,8        | Радио ENERGY                           | +   |
| 105,5        | Болгар радиосы                         | -   |
| 106,0        | Хит FM                                 | -   |
| 106,4        | Ретро FM                               | +   |
| 106,9        | Новое Радио                            | -   |